# Microstomatichthyoborus
Genre
Microstomatichthyoborus est un genre de poissons d'eau douce téléostéens de la famille des Distichodontidae (ordre des Characiformes).

## Répartition
Les poissons du genre Microstomatichthyoborus se rencontrent en Afrique.

## Liste des espèces
Selon World Register of Marine Species (13 février 2024) :
- Microstomatichthyoborus bashforddeani Nichols & Griscom, 1917
- Microstomatichthyoborus katangae David & Poll, 1937

## Classification
Le nom valide complet (avec auteur) de ce taxon est Microstomatichthyoborus Nichols & Griscom, 1917,.
Microstomatichthyoborus a pour synonyme :
- Tristichodus Boulenger, 1920

## Étymologie
Le nom générique, Microstomatichthyoborus, dérive de la combinaison du grec ancien , micros, « petit », στόματος, stómatos, génitif de στόμα, stóma, « bouche », et du genre Ichthyoborus, pour donner « poisson à la petite bouche ressemblant à un Ichthyoborus »,. Avec ses 23 lettres, c'est le nom générique le plus long pour les poissons actuels.

## Publication originale
- (en) J. T. Nichols et L. Griscom, « Fresh-water fishes of the Congo basin obtained by the American Museum Congo expedition, 1909-1915 », Bulletin of the American Museum of Natural History, New York, vol. 37,‎ 26 novembre 1917, p. 653-756 (ISSN 0003-0090, e-ISSN 1937-3546, lire en ligne, consulté le 13 février 2024)